# Iveco 682
L'IVECO 682 DC/SC 330 G 35 X est un camion et un tracteur de semi-remorque lourd fabriqué par le constructeur italien Iveco depuis 2014 dans son usine chinoise. Comme l'a qualifié la revue Frances Routes : c'est le camion "le plus italien des Chinois ou le plus chinois des Italiens". Il a été présenté lors du 15e "Shanghai International Automobile Industry Exhibition" le 29 avril 2013.

## Historique
Le constructeur italien Fiat V.I., ancêtre d'IVECO, s'est taillé une énorme réputation (bien méritée) de qualité et de fiabilité avec son camion baptisé « Roi d'Afrique » qu'était le Fiat 682. Sa production a duré 35 ans et s'est terminée en 1988 avec la série 682N4. Depuis, la gamme Iveco est venue remplacer l'ancienne gamme Fiat « Baffo ». L'évolution technologique des pays riches d'Occident a quasiment coupé les transporteurs du tiers monde des productions modernes. Ces marchés ont d'abord recyclé les véhicules d'occasion puis, lentement, les constructeurs asiatiques s'en sont emparés.
Pour contrer cet « envahissement » de ces marchés où les Iveco Stralis et Trakker n'occupent qu'une infime part de marché, Iveco a décidé de développer une stratégie agressive en distribuant des produits de qualité fabriqués en Chine, dans ses usines. 
Ce véhicule haut de gamme couvre la tranche lourde au-dessus de 18 tonnes et permet des convois pouvant aller jusqu'à 100 t en Afrique et 120 t en Australie.
La gamme "682" est fabriquée en Chine uniquement depuis le début d'année 2014. Sur le marché local, elle prend le nom de la marque locale d'Iveco : Hongyan et à l'exportation dans les pays où la concurrence extrême-orientale est la plus vive ou la plus menaçante : Algérie, Afrique du Sud, Malaisie, Russie… elle garde le nom IVECO. Construite avec les mêmes critères qualitatifs en vigueur sur tous les modèles de la marque italienne, elle dispose des mêmes motorisations Iveco Cursor 9 et 13. 
Comme le veut la réputation de la marque, le châssis est très rigide et d'une extraordinaire robustesse, avec une suspension semi-elliptique à lames et des freins à tambours avec ABS. Il comprend plusieurs configurations : tracteur 4x2 (43 tonnes), 6x2 et 6x4 (60 tonnes), porteur 6x4 (42 tonnes) et 8x4 (60 tonnes et 100 tonnes en convoi exceptionnel). 

Tous les IVECO 682 sont construits dans l'usine chinoise IVECO de Chongqing. Cette unité a récemment reçu une médaille d'argent dans le cadre du prestigieux programme World Class Manufacturing (WCM), le meilleur classement existant. 
La gamme « 682 » est composée de 6 modèles, tous équipés d’une suspension parabolique, mais aussi de la climatisation, de lève-vitres électriques, d’un tableau de bord « soft touch », d’une radio CD, d'un sièges chauffeur doté de suspension pneumatique, de rétroviseurs extérieurs assurant une bonne visibilité active et passive d’accostage et frontale, selon les normes européennes. Tous les modèles sont animés par le moteur «IVECO Cursor 9 » Common Rail, d’une puissance de 380 à 430 ch, associé à une boite de vitesses mécanique à 12 rapports.
La gamme « 682 » est équipée de moteurs IVECO Cursor 9 fabriqués par la filiale chinoise de Fiat Powertrain Technologies. Un moteur 6 cylindres en ligne de 8,8 litres de cylindrée, conçu pour respecter les homologations Euro 5 et même Euro 6, selon les pays de destination. Contrairement aux autres moteurs de la gamme Cursor fabriqués en Italie, ce moteur n'a pas de version fonctionnant au GNV.